# Guilherme Moreira

Guilherme Moreira

Busto de Guilherme Moreira, da autoria de Henrique Moreira, localizado no Jardim Municipal de Santa Maria da Feira (1961).

Guilherme Alves Moreira (Milheirós de Poiares, Santa Maria da Feira, 21 de Março de 1861 — Coimbra, 19 de Agosto de 1922) foi um professor de Direito da Universidade de Coimbra, da qual foi reitor. Militante republicano desde a juventude, foi Ministro da Justiça em 1915, integrado no governo republicano presidido por Pimenta de Castro. Deixou uma importante obra jurídica.